# Comuna Corni, Botoșani
Corni este o comună în județul Botoșani, Moldova, România, formată din satele Balta Arsă, Corni (reședința), Mesteacăn și Sarafinești.
Teritoriul comunei Corni este așezat în partea de sud-vest a județului Botoșani, pe partea stângă a râului Siret, în cursul său mijlociu la o distanță de 20 km (în linie dreaptă 12 km) sud-vest de municipiul Botoșani, într-un ținut deluros cu altitudine redusă, în cea mai mare parte în jur de 300 m.
Prin așezarea geografică teritoriul comunei Corni aparține în întregime Podișului Sucevei, la contactul cu Câmpia Moldovei. 
Din punct de vedere geomorfologic teritoriul comunei Corni aparține Platformei Moldovenești, reprezentată prin Platforma Mândreștilor-Șaua Bucecea, care aparține culmii Siretului Superior (Vintilă Mihăilescu, 1966) din extremitatea estică a Podișului Sucevei, așezată în stânga râului Siret.
Din punct de vedere al așezării matematice, comuna Corni se găsește la întretăierea paralelei de 47° 40' latitudine nordică și meridianul de 26° 35′' longitudine estică și este delimitată de paralelele 47° 36' 37′′ și 47° 42' 34′′ latitudine nordică și meridianul de 26° 30' și 26° 41' 28′′ longitudine estică. (fig.2)
Coordonatele geografice respective demonstrează faptul că teritoriul comunei Corni este așezat în plină zonă temperată, fiind supus influențelor climatice continentale ale Europei de Est și mai puțin ale Europei Centrale, ori de sud-vest sau sud, deși cea mai mare parte din precipitații sunt opera maselor de aer care se deplasează dinspre vestul și nord-vestul Europei. Această așezare explică influența pe care o au elementele est-europene în vegetația și fauna comunei, elemente ce sunt caracteristice silvostepei.

## Scurt istoric
Istoria satului Corni începe din vremuri îndepărtate, încă din paleolitic. Condițiile naturale prielnice din zonă au determinat locuirea din vremuri străvechi, fapt atestat de numeroase urme de cultură materială și spirituală descoperite în multe puncte și așezări arheologice începând din epoca pietrei și până astăzi.
În ultimii treizeci de ani, aceste mărturii ale existenței populației pe teritoriul satului Corni din cele mai vechi timpuri, au fost adunate în colecții muzeistice școlare, - parte din ele fiind preluate de Muzeul Județean Botoșani. Aceste colecții cuprind urme arheologice corespunzătoare paleoliticului, neoliticului și epoci bronzului, epocii fierului și perioadei medievale.
Colecția Școlii nr. 1 Corni cuprinde, în cadrul secției de arheologie, următoarele obiecte : resturi de faună fosilă pleistocenă (corn, defensă, omoplat), găsite în aluviunile Siretului; un corn fosilizat de bovid (găsit se pare, în punctul „Toloacă“ din apropierea vetrei satului, cu prilejul săpăturilor de modernizare a șoselei); piese de silex (nuclee, răzuitor, lame, burine, burin-gratoar, vârf retușat, gratoare, găsite în punctele „În Văiugi“, „Lipoveni“ și „Țărnuica“; un vârf de săgeată de silex de formă triunghiular prelungă, cu baza dreaptă și cu retușe subparalele pe ambele fețe, găsit în punctul „Țărnuica“; fragment topor de șist negru neșlefuit în secțiune rectangulară, găsit în punctul „În Văiugi“; un topor șlefuit de piatră cu gaură transversală, găsit în punctul „Țărnuica“; două dălți de silex mici, alburiu-vinețiu de formă rectangulară sau trapezoidală, șlefuită parțial, găsite în punctele „Corneț“ și „Țarna Mare “; trei fusaiole de lut, găsite în punctele „Lipoveni“ și „Dealul Viei“; un topor șlefuit de piatră cu gaură centrală pentru coadă, găsit în punctul „Lipoveni“, trei topoare de marnă, șlefuite, de formă trapezoidală, găsite în punctele „La nucăria lui Scutelnicu“ și „La Corneț“; pipe feudale, găsite în vatra satului, în punctul „După Livadă“, fragmente ceramice hallstattiene târzii, găsite în punctele „Corneț“; șase toporașe de silex de formă trapezoidală, în secțiune rectangulară, șlefuite total sau parțial (în rest cu urme de ciopliri), descoperite în punctele „În Văiugi“, „Corneț“, „Țarna Mare“ și altele (fig. 30).
Pe teritoriul comunei s-au descoperit întâmplător patru monede, din care trei imperiale: un denar de la Hadrian (117-138) și două de bronz (una de la Liciniu și alta de la Constantin cel Mare (306-337). Cea de-a patra este bizantină, de bronz-follis de la Justin II de tip Bellinger, 151 b (anii 570-571). Aceste monede, care au o valoare documentară deosebită, au stat până în anul 1975 în colecția Școlii nr. 1 Corni, după care au fost transferate la Muzeul Județean din Botoșani.
Monedele mai sus prezentate au fost cercetate și datate în anul 1970 la Muzeul de Antichități din București de către profesorul dr. Mitrea Bucur. Urmare a eforturilor noastre, a descoperirilor făcute și a informațiilor date, localitatea Corni, județul Botoșani a fost trecută pe harta nr. 10 (Romanitatea la nord de Dunare) a Atlasului istorico-geografic al României, Editura Academiei Române,1996, la tezaure monetare bizantine.
Cercetările și studiile efectuate până în prezent ne conduc la cartarea pe teritoriul satului Corni a următoarelor așezări și puncte arheologice (fig. 31):
1. Dealul Nițescu; 2. Dealul Viei; 3-4. Văiugi – punctul Văiugi I și punctul Văiugi II; 5. Lipoveni sau După Grădini; 6. La Siliște; 7. Corneț; 8. La Hîrtop; 9. La Cetățuie; 10. La Hrubă

### Dealul Nițescu
Situat în marginea de nord, este un deal destul de mare, nord-est a satului Corni, pe partea dreaptă a drumului județean Corni-Baisa, la circa 0,3 km (în dreptul locuinței lui Oniciuc Ion), pe terenul aflat pe stânga și pe dreapta drumului agricol care duce la Gura Goronei-Buda, s-au descoperit fragmente ceramice din cea de-a doua epocă a fierului (La Tène) și din perioada feudalismului târziu (sec. XVII-XVIII) și care se găsesc în colecția Muzeului Județean Botoșani cu numărul de inventar P. 56.

### Dealul Viei
La circa 1,3 km sud-vest de sat (pe versantul nordic al Dealului Corneț) și la aproximativ 0,7-0,8 km de punctul „La Hrubă“, s-a găsit un fragment de piesă de silex care după formă, tehnică de cioplire și patina silexului poate fi atribuită paleoliticului superior (fază neprecizată). Se găsește în colecția Muzeului Județean Botoșani, cu numărul de inventar P. 57.

### În Văiugi
La circa 0,8 km nord, nord-vest de sat, în partea de nord a Iazului Morii, sau la sud de acesta s-au identificat două puncte arheologice despărțite între ele printr-o viroagă: punctul Văiugi I pe partea nord, nord-vestică a iazului, unde s-a descoperit o singură piesă de silex (un gratoar pe așchie), atribuită paleoliticului superior (fază neprecizată) și punctul Văiugi II-pe partea nord, nord-estică a Iazului Morii, unde s-au descoperit bucăți de chirpic și fragmente ceramice aparținând primei epoci a fierului (Hallstatt timpuriu) și probabil, începutul epocii migrațiilor (sec. III-IV d. Hr.), precum și perioadei feudalismului dezvoltat (sec. XV) și târziu (sec. XVII-XVIII). Tot aici s-a găsit și o piesă microlitică de silex atribuită cu probabilitate paleoliticului superior. Toate aceste piese se găsesc în colecția Muzeului Județean Botoșani cu numerele de inventar P. 58-59.

### Lipoveni-După Grădini
Pe marginea de nord, nord-vest a satului Corni, mai precis a cartierului Lipoveni s-au descoperit trei piese de silex, cu patină alb-albăstruie (un gratoar pe lama fragmentară cu urme de ardere, o lamă și o așchie), fragmente ceramice tipice atribuite culturii Cucuteni (faza A ?) și perioadei de sfârșit a primei epoci a fierului (Hallstatt târziu). Toate piesele de aici se găsesc în colecția Muzeului Județean Botoșani, având numărul de inventar P. 60.

### La Siliște
La circa 2 km vest de sat, la aproximativ 0,7-0,8 km de cantonul silvic, pe terasa inferioară de pe partea stângă a Siretului, pe locul numit și „La Țântirim“, se află o întinsă așezare în care s-au observat urme de arsură, s-au găsit monede și din care s-au cules fragmente ceramice, aparținând feudalismului dezvoltat (sec. XV-XVI). Toate piesele găsite aici sunt în colecția Muzeului Județean Botoșani, înregistrate cu numărul P. 54 (fig. 32).

### Corneț
Pe versantul sud-estic al Dealului Viei ( altitudine 367,5 m), la circa 1 km sud, sud-vest de sat s-a descoperit o așezare aparținând paleoliticului superior, din care s-au cules piese de silex și gresie silicioasă cu glauconit (așchii, spărturi, un gratoar) atribuite tipologic gravețianului oriental. Această așezare, ca și cea de la Flămânzi etc. face parte din grupa așezărilor gravețiene de înălțime. Piesele se găsesc în colecția Muzeului Județean Botoșani, înregistrate cu numărul de inventar P. 55.

### La Hârtop
Pe panta nord-estică a hârtopului din stânga pârâului Miletin-Chirivoaia, în dreptul Cetățuiei, s-au descoperit câteva fragmente lamelare de silex patinat, aparținând paleoliticului superior, fază neprecizată.

### La Cetățuie
La circa 3,5 km est de sat, pe valea pârâului Miletin-Chirivoaia, în centrul văii, străjuită de Dealul Holm, la nord-est de Dealul Obădăriei, pe un martor de eroziune de formă cvasipentagonală, de dimensiunile: 120 m lungime, 80–90 m lățime, 6–8 m înălțime față de albia pârâului, se află o fortificație, cu val de apărare, astăzi foarte aplatizat, ce înconjoară martorul pe mai toate laturile. Excepție face doar latura de vest a valului, unde o limbă de pământ (de circa 7 m lățime) leagă martorul de panta lină a Dealului Dubas. Această limbă este tăiată de un șanț. Pe locul unde se află valul din spatele șanțului, pământul prezintă urme de arsură de la un incendiu (bucăți de lut ars) și lespezi de gresie silicioasă nisipoasă. Alte resturi arheologice nu s-au găsit în afară de două fragmente ceramice atribuite perioadei feudalismului dezvoltat (sec. XV-XVI). Acest obiectiv arheologic se află înregistrat în colecția Muzeului Județean Botoșani cu numărul de inventar P. 53.
În răspunsul la chestionarul Odobescu, ms., f. 213, învățătorul I. Băncilă, tatăl ilustrului pictor, menționează, la 1871, în răspunsul sau : "... Se spune că în partea dinspre apus (a Cetățuiei) au fost apărat și prin un zidu de piatră însă astăzi nu se cunoaște decât ca o urmă de șanțu părăsitu și se vorbește că acel locu ar fi servit de apărare contra păgânilor... Se zice că se găseau mai înainte bucăți de fier, hârburi și se vedea sfărâmături de cărămizi și altele, însă acuma s-au răspânditu toate acele semne...".
După părerea noastră această „Cetățuie“ este o horodiște prefeudală care a servit ca loc de refugiu și de apărare împotriva popoarelor migratoare a populației din zonă. Această horodiște a fost distrusă prin incendiere. Organizarea unor săpături arheologice de către personal de specialitate ar întregi cele câteva considerații ale noastre.
Teritoriul “Cetățuie” mai este numit și “La 7 cruci” deoarece in jurul anilor 1938-1940, un cornean susținea ca l-a văzut pe Iisus Hristos in acel loc.

### La Hrubă
În marginea râpoasă a terasei de 100 m din stânga Siretului, la circa 3–4 km sud, sud-vest, la aproximativ 0,3 km vest de punctul geodezic, pe versantul vestic al Dealului Corneț, s-a descoperit întâmplător o sabie de fier de tip celtic, a cărei lungime atinge 0,86 m. Arma este prevăzută cu două tăișuri, dar lipsită de gardă, lama fiind întreruptă în dreptul mânerului. Sabia se găsește în colecția Muzeului Județean Botoșani, înregistrată cu numărul de inventar P. 86.

### Lunca Siretului
La circa 3 km vest, nord-vest de sat, la locul numit „Fon“, în depunerile remaniate (aluviuni) ale Siretului s-au descoperit resturi de faună fosilă pleistocenă: un corn de Cervus (lungime-81 cm), un fragment de defensă de Mamutuhus primigenius și un fragment de omoplat. Aceste piese se găsesc în colecția Școlii nr. 1 Corni.
Toate descoperirile făcute confirmă o intensă vatră de locuire pe teritoriul satului Corni, caracteristică de altfel întregului teritoriu locuit de români și de înaintașii lor.
Urmele arheologice și numismatice enumerate mai sus dovedesc și argumentează continuitatea populației locale în perioada stăpânirii romane din Dacia, menținerea legăturilor cu lumea romană și bizantină, precum și continuitatea populației autohtone în perioada migrației popoarelor.
Contactul vremelnic cu triburile migratoare ale sarmaților, goților, hunilor, slavilor, mongolilor, tătarilor etc. a rămas fără urme demne de luat în seamă în viața și obiceiurile autohtonilor-prezente doar în riturile funerare sau în predispoziția pentru unele obiecte de podoabă.
Deși reduse ca număr, cele câteva izvoare istorice descoperite atestă continuitatea locuirii acestui teritoriu în perioada secolelor IX-XIV.
Ca și în alte locuri din Moldova apare în lunca Siretului la locul numit astăzi „La Siliște“ prima așezare răzășească, care a stăpânit pământul în devălmășie. Această așezare, după toate probabilitățile, s-a întemeiat anterior perioadei lui Alexandru cel Bun.
Din povestirile bătrânilor se spune că în acest loc era amplasat vechiul sat „Săliște“, avea o biserică de lemn, cimitir, case și o curte boierească, toate împrejmuite cu un gard de nuiele dublu, umplut cu pământ. Și astăzi cetățenii satului spun „La Țântirim“ unei părți din așezarea „La Siliște“. Tot din spusele bătrânilor acest sat ar fi fost ars de turci (după părerea noastră de tătari), iar multă lume și-ar fi găsit moartea în noaptea de Paște, când biserica de lemn a fost închisă și incendiată de năvălitori. Populația care a scăpat cu viață s-a refugiat după dealul denumit astăzi „Dealul Crucii“, într-o poiană din pădurea de corni, unde exista un schit care mai târziu s-a transformat într-o mănăstire de călugări. Pe ruinele acestei mănăstiri în anul 1791 începe construcția actualei biserici a satului Corni.
Studiile și cercetările efectuate în ultima perioadă ne conduc la ideea că nu este vorba de un sat „Siliște“ ci locul s-a numit „Siliște“ după ce locuitorii l-au părăsit din diferite motive.
Credem că este vorba de satul „Vlădenii, ci-i zic și Cornii, pe Săretiu“, atestat documentar, așa după cum s-a menționat mai sus, prin ispisocul dat de Ștefan cel Mare și Sfânt la 14 martie 1489 la Suceava . După părerea noastră cele două sate de astăzi – Corni și Vlădeni – au o origine comună, din aceeași așezare răzășească, din valea Siretului, de pe locul numit astăzi „La Siliște“.
La începutul secolului al XVI-lea datorită atacurilor tătarilor și apoi ale turcilor, cât și inundațiilor provocate de râul Siret, locuitorii acestui sat îl părăsesc. O parte s-au deplasat spre sud, sud-est într-o poiană din pădurea de corni și-au întemeiat satul Corni și o parte spre nord, tot într-o poiană a pădurii și-au întemeiat satul Vlădeni.
Prin defrișarea pădurii, în care predomina arbustul corn, concentric în jurul bisericii, s-a extins vatra de locuire a satului Corni.
După ani și ani, pe măsura creșterii numărului de locuitori, o parte a populației satului Corni, atrasă de rodnicia solurilor din lunca Siretului, în frunte cu un cetățean de vază, pe nume Costescu, părăsesc satul Corni, se stabilesc pe vatra fostului sat Vlădeni (Săliște, conform legendei) și întemeiază satul Costești.
Satul Costești din lunca Siretului este atestat documentar prin actul dat de Ștefan al II-lea Tomșa (1611-1615) Mănăstirii Solca (Anexa 3). La 18 martie 1615 Ștefan Tomșa dăruiește Mănăstirii Solca, ctitorită de el „satul numit Costești pe râul Siret și mori pe apa Siretului cu toate hotarele și cu toate veniturile-fost ascultător de Ocolul și de curțile noastre din Botoșani“.
La recensămintele (catagrafiile) populației Moldovei efectuate în anii 1772 – 1773 și 1774, de către Imperiul Țarist, apare în fișa de recensământ localitatea Cornul din ținutul Botoșanilor, alcătuită din 24 e locuitori, șase case în care locuiai șase familii. În cadrul catagrafiei din 1772 – 1773, în cadrul Ocolului Siret – Botoșani, este trecut satul Costești, dăruit Mănăstirii Salcea, „ cu 23 case locuite și două case goale, cu 22 moldoveni semtiți, un vornic, un vatman, un bejenar sosit în acest an, care încă nu-i supus la bir”.
Catografia din anul 1774 înregistrează satul Costești cu cătunul Buda, cu 26 de case, 20 birnici și șase sufleturi (un popă și cinci scutelnici).
În anul 1775, Maria Jituiceroaia, văduva Jituicerului Gheorghe Cănănău, cu fii ei Șerban și Ioniță face schimb de moșii. Ea dă mănăstirea Solca, munții Cocoșul, Găina, Valea Porcescul, Mestecănișul, Petrișul, Fața Câmpulungului (Dea)și Muncelul la Strajă și primește în schimb satul Costești, din ținutul Botoșani.
Măsurile luate de stolnicul Constantin Kogălniceanu după 1767pentr „a ridica și așeza în vatra satului pe oamenii ce șed împrăștiați pe moșie”, cât și inundațiile catastrofale care au avut loc în această perioadă în zona satului Costești din lunca inundabilă a râului Siret, au determinat ca o parte din locuitorii acestui sat dă-l părăsească și să se stabilească în partea nordică a satului Corni în zona care și astăzi poartă denumirea de Costești. Noul grup de locuințe s-a mărit pe măsura creșterii populației, prin defrișarea pădurii.
Pe harta manuscris întocmită de Hora von Otzellowitz la 1790, intitulată „Brouillon oder Original Aufname der funf Moldavichen Districten", foaia nr. 9 nord, sunt trecute localitățile Korny între dealurile Viei-Corneț (împădurit si Lupărie (parțial împădurit) și Costeșty în lunca Siretului în apropierea confluenței Gârlei Morii cu râul Siret.
Creșterea demografică determină dezvoltarea teritorială a vetrelor celor două sate vecine Corni și Costești până la unirea lor, fapt petrecut în jurul anului 1800. Satul unit a luat numele satului mai mare și pe care l-a dorit proprietarul moșiei, adică Corni.
Satul Corni apare pe harta rusă privind Țările Române întocmită în 1835 cu 69 familii și 345 de locuitori. De asemenea, apare în toate catagrafiile realizate în prima jumătate a secolului al XIX-lea (1820,1832,1838,1845 și 1851) și la recensământul efectuatîn anii 1859-1860.
La 25 iunie 1874, Constantin Cananău vinde moșia Corni, cu 70.000 galbeni austrieci Anei de Balș Dumbrăveni.
În anul 1888 proprietară a moșiei din Corni era Catinca (Catița) Leon Ghica, născută Balș.
Anul 1888 este cunoscut în istoria României ca anul unor puternice mișcări sociale ale țărănimii de la sate.
Exploatarea, lipsa de pământ și de inventar agricol îi mișca și pe locuitorii din Corni. O asemenea mișcare, care rămâne drept o pagină de eroism din lupta țărănimii din Corni pentru dreptate socială și pământ, este cea din 1 mai 1888, în legătură cu care numărul din 7 mai 1888 a ziarului liberal „Curierul Român" din Botoșani, publica următoarele subtitlul „Răscoala de la Corni":
„Duminica trecută.... un număr de vreo sută locuitori din comuna Corni, plasa Șiretului, județul Botoșani, proprietate a familiei Balș, actual ținută în posesie de D. Casian Leca, adunându-se la primărie au somat pe primar să le arate ordinul de sus, pentru împărțirea de pământ. Toate răspunsurile date de autoritatea comunală că nu există, nici nu au existat asemenea ordine, rămânând zadarnice și tumultul continuând a lua proporții îngrijorătoare se puse în cunoștință grabnic autoritatea plăsii, de cele ce se petrec". Cu toate încercările ziarului de a abate atenția de la adevăratele cauze ale răscoalei țăranilor din Corni, scriu în același articol: „Deal mintelea, nici o reclamație contra administrației moșiei, cunoscut fiind atât posesorul cât și administratorul ca oameni de cea mai integră onestitate și loialitate". Semnatarul articolului este nevoit să afirme faptul că de „trei zile armata și reprezentanții prefectului stau în Corni, instruind mereu afacerea".
La pregătirea mișcării țărănești din anul 1888 a participat și învățătorul Nicolae Rădeanu.
Un episod al luptei sociale țărănești din satul Corni s-a petrecut și în anul 1907.
Bărbații din satele Corni și Sarafinești și-au adus din plin contribuția în timpul primului război mondial, în luptele de la Marăști, Mărășesti și Oituz. Pe placa de marmură a monumentului din fața localului vechi al Școlii nr. 1 Corni, ridicat în anul 1930 din inițiativa învățătorilor Dumitru P. Matei si loan Oboroceanu, stă scris numele a 104 eroi din care, un căpitan Petru Bulgaru, fost învățător al școlii, un sublocotenent, un caporal și 101 soldați din satele Corni și Sarafinești.
În timpul celui de-al doilea război mondial au fost numeroși combatanți din comuna Corni, atât în prima parte a conflagrației mondiale pentru eliberarea Basarabiei și a Bucovinei de Nord și împotriva bolșevismului, cât si în a două parte pentru eliberarea întregului teritoriu național de sub dominația hitleristă, dar și a altor țări Ungaria, Austria și Slovacia.
Numărul celor care au participat și au căzut în război a fost mult mai mare față de primul război mondial. Mulți dintre participanți s-au acoperit de glorie pe front. Din păcate, comuna nu dispune de un monument care să cinstească memoria celor care și-au dat viața pentru reîntregirea patriei, pentru libertatea și independența ei și pentru democrație. Construcția unui astfel de monument ar fi un pios omagiu pe care comunitatea locală l-ar aduce acestor eroi de pe meleagurile cornene.
În perioada 1945 - 1989 satul Corni, aidoma întregii țări, parcurge perioada comunistă, cu puține realizări, dar mai ales neîmpliniri pe toate planurile.

## Stemă
Stema comunei a fost aprobată prin Hotărârea Guvernului României nr. 273 din 23 aprilie 2014 și se compune dintr-un scut triunghiular cu marginile rotunjite, tăiat în furcă răsturnată. În partea superioară, în dreapta, în câmp roșu, se află trei fructe de corn, toate de aur. În partea superioară, în stânga, în câmp de argint, se află un mesteacăn verde dezrădăcinat. În vârful scutului, în câmp albastru, se află două brâuri undate de argint. Scutul este timbrat de o coroană murală de argint cu un turn crenelat.
Semnificațiile elementelor însumate:
- Fructele de corn fac trimitere la etimologia denumirii comunei, precum și la pădurea de corni care a constituit refugiu și prima vatră a satului.
- Mesteacănul reprezintă etimologia denumirii satului component, Mesteacăn.
- Brâurile undate simbolizează bogăția hidrografică a zonei, comuna fiind străbătută de râul Siret și râul Miletin.
- Coroana murală cu un turn crenelat semnifică faptul că localitatea are rangul de comună.[3]

## Demografie
Componența etnică a comunei Corni
     Români (94,08%)
     Alte etnii (0,12%)
     Necunoscută (5,8%)
Componența confesională a comunei Corni
     Ortodocși (90,47%)
     Penticostali (1,75%)
     Creștini după evanghelie (1,3%)
     Alte religii (0,56%)
     Necunoscută (5,92%)
Conform recensământului efectuat în 2021, populația comunei Corni se ridică la 5.761 de locuitori, în scădere față de recensământul anterior din 2011, când fuseseră înregistrați 6.545 de locuitori. Majoritatea locuitorilor sunt români (94,08%), iar pentru 5,8% nu se cunoaște apartenența etnică. Din punct de vedere confesional, majoritatea locuitorilor sunt ortodocși (90,47%), cu minorități de penticostali (1,75%) și creștini după evanghelie (1,3%), iar pentru 5,92% nu se cunoaște apartenența confesională.

## Politică și administrație
Comuna Corni este administrată de un primar și un consiliu local compus din 15 consilieri. Primarul, Valerian Vărvăruc[*], de la Partidul Social Democrat, este în funcție din octombrie 2020. Începând cu alegerile locale din 2024, consiliul local are următoarea componență pe partide politice:
|  | Partid                          | Consilieri | Componența Consiliului | Componența Consiliului | Componența Consiliului | Componența Consiliului | Componența Consiliului | Componența Consiliului | Componența Consiliului | Componența Consiliului | Componența Consiliului | Componența Consiliului |
|  | ------------------------------- | ---------- | ---------------------- | ---------------------- | ---------------------- | ---------------------- | ---------------------- | ---------------------- | ---------------------- | ---------------------- | ---------------------- | ---------------------- |
|  | Partidul Social Democrat        | 10         |                        |                        |                        |                        |                        |                        |                        |                        |                        |                        |
|  | Alianța Dreapta Unită           | 2          |                        |                        |                        |                        |                        |                        |                        |                        |                        |                        |
|  | Alianța pentru Unirea Românilor | 2          |                        |                        |                        |                        |                        |                        |                        |                        |                        |                        |
|  | Partidul Național Liberal       | 1          |                        |                        |                        |                        |                        |                        |                        |                        |                        |                        |

## Personalități
- Octav Băncilă - (n. 4 februarie 1872 – d. 3 aprilie 1944) a fost un pictor realist român.